# Pelea entre Detroit Pistons e Indiana Pacers

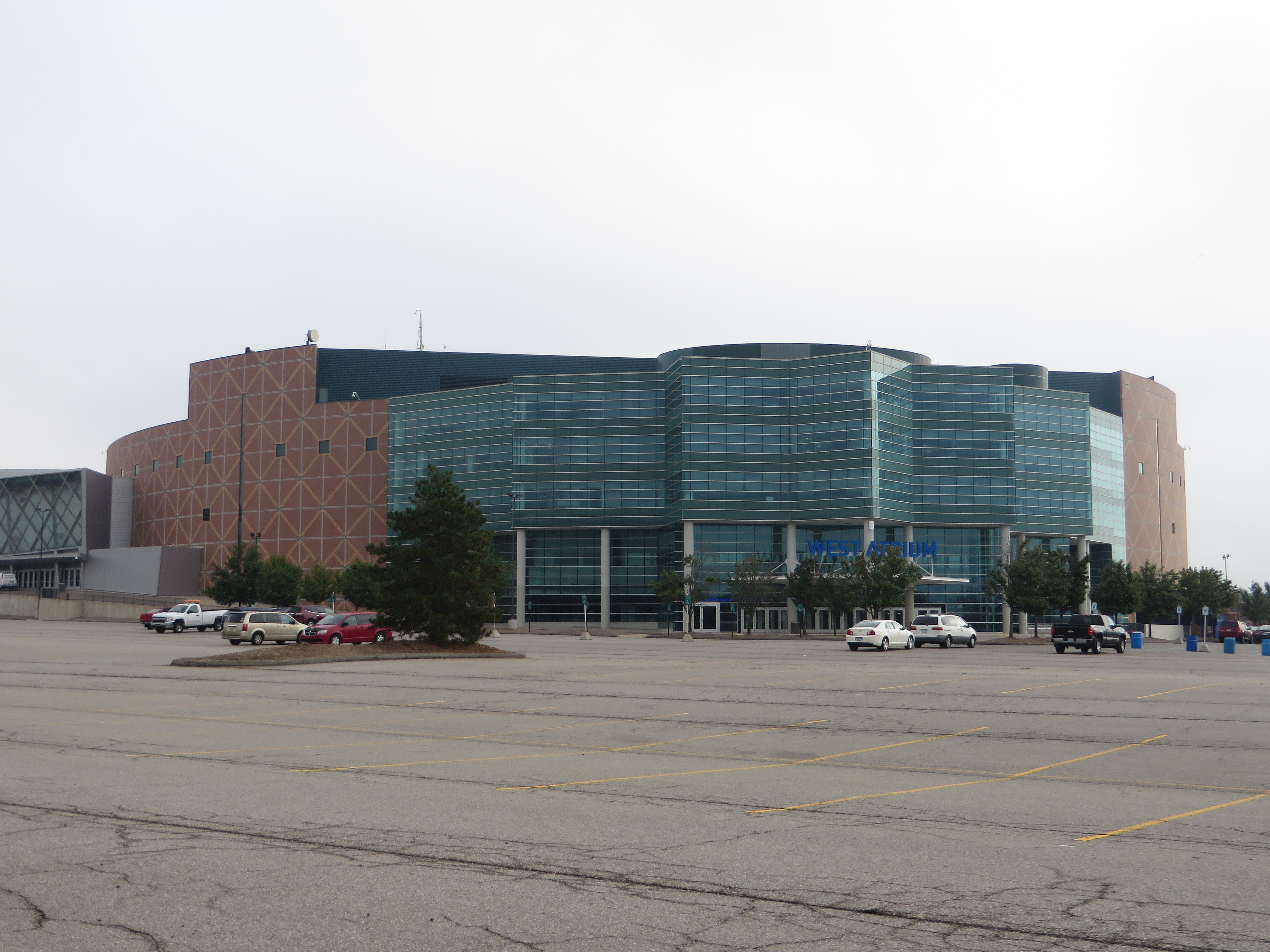
The Palace of Auburn Hills, escenario de la pelea.

La pelea entre Detroit Pistons e Indiana Pacers, conocida coloquialmente en inglés como Malice at the Palace, fueron una serie de altercados que sucedieron el 19 de noviembre de 2004 durante el partido de la National Basketball Association (NBA) que enfrentaba a los Detroit Pistons y a los Indiana Pacers en el Palace of Auburn Hills del área metropolitana de Detroit (Míchigan).
A 46 segundos para la conclusión del choque, con el marcador 82-97 a favor de los Pacers, comenzó una trifulca entre jugadores de ambos equipos en medio de la pista. Cuando parecía que la situación se había calmado, un aficionado de los Pistons que estaba en las gradas cercanas a la pista arrojó un vaso con refresco que impactó en la cara del jugador de Indiana Ron Artest, que estaba tumbado sobre la mesa de anotaciones. Esto dio como resultado una pelea masiva entre jugadores de los Pacers y varios aficionados de los Pistons y el partido fue dado por finalizado antes de tiempo.
Las multas y sanciones fueron en su momento las más altas del deporte profesional estadounidense: nueve jugadores fueron suspendidos con un total de 146 partidos y las multas ascendieron a 11 millones de dólares en pérdida de salario. Cuatro jugadores de los Pacers fueron acusados de asalto y agresión y fueron multados con un año de servicios a la comunidad. Por otro lado a cinco aficionados de los Pistons se les prohibió la entrada a partidos del equipo en casa de por vida.

## Contexto
El partido fue el primer encuentro de la temporada entre los Detroit Pistons y los Indiana Pacers. Ambos equipos venían de enfrentarse en las Finales de la Conferencia Este de la temporada anterior, que ganaron los Pistons en seis encuentros. Posteriormente, los Detroit Pistons derrotaron a Los Angeles Lakers en las Finales de la NBA y lograron el tercer campeonato de liga de historia. Los vigentes campeones habían empezado la temporada con un balance de 4 victorias y 3 derrotas, mientras que los Pacers llegaban a la cita de aquella noche con un registro de 6 victorias y 2 derrotas.La creciente rivalidad entre los dos equipos hizo que el partido fuese retransmitido a nivel nacional a través de ESPN.

### Ficha del partido
| 19 de noviembre de 2004 | Detroit Pistons                                                                 | 82–97                                 | Indiana Pacers                                                 | |  |
| 9:00 p. m. ET           | Parciales: 27-34, 16-25, 23-21, 16-17                                           | Parciales: 27-34, 16-25, 23-21, 16-17 | Parciales: 27-34, 16-25, 23-21, 16-17                          | |  |
|                         | Estadísticas Richard Hamilton 20 B. Wallace 10, R.Wallace 10 Chauncey Billups 5 | Reporte Pts Reb Asts                  | Estadísticas Ron Artest 24 Jermaine O'Neal 13 Jamaal Tinsley 8 | Pabellón: The Palace of Auburn Hills, Detroit Asistencia: 22.076 espectadores Árbitros: Tim Donaghy, Ron Garretson, Tommy Nunez Televisión: ESPN, Canal+ |  |

## La pelea
Stephen Jackson anotó dos tiros libres cuando restaban 57,2 segundos para la finalización del encuentro. En la siguiente jugada el jugador de los Pistons Ben Wallace se disponía realizar un mate, pero recibió una falta por detrás de Ron Artest, a la que el pívot de Detroit reaccionó empujando a Artest, lo que originó una tangana entre los jugadores de ambos equipos. Ben Wallace fue alejado de la escena por algunos de sus compañeros, mientras que Ron Artest se tumbó sobre la mesa de anotaciones, algo que el público entendió como un gesto provocativo. El alero permaneció allí hasta que un fan de los Pistons llamado John Green le lanzó un vaso con Coca-Cola Light y la pelea se trasladó a las gradas.
Ron Artest saltó hacia la grada para ir a por la persona que le había arrojado el vaso. Al irse hacia el público Ron le causó a un locutor la fractura de cinco vértebras y una lesión en la cabeza. David Wallace, el hermano del jugador de Detroit Ben Wallace, intentó golpear a Artest. Stephen Jackson también accedió a la zona del público, pero no para separar a su compañero de equipo, sino para dar puñetazos a otros espectadores, lo que provocó que jugadores de ambos equipos se fueran a poner paz mientras muchos fanes trataban de escapar de los altercados y algunos pocos se sumaban a la tangana.
Tras los incidentes en el graderío los jugadores de Indiana Pacers regresaron al parqué, donde les esperaban varios seguidores de los Pistons. Ron Artest noqueó a uno de ellos, que fue directo a por él, Stephen Jackson mandó al suelo a un segundo y Jermaine O'Neal lo dejó inconsciente acto seguido (pudo haber sido peor si el pívot no se hubiera resbalado antes de golpear al fan). Artest regresó a los vestuarios escoltado por un asistente de su equipo y por Reggie Miller, mientras que Jackson hizo lo propio haciendo gestos al público de alrededor. O'Neal tuvo más problemas con algunos espectadores que le tiraron palomitas de maíz y vasos con bebidas. El base de Indiana Jamaal Tinsley salió de los vestuarios para intentar ayudar a su compañero.

## Sanciones
La respuesta de la liga no se hizo esperar y el 20 de noviembre de 2004 suspendió a Ron Artest, Stephen Jackson, Jermaine O'Neal y Ben Wallace indefinidamente. Al día siguiente se hicieron públicas las sanciones: un total de 146 partidos (137 para jugadores de Indiana y 9 para jugadores de Detroit) y 11 millones de dólares en suspensiones de sueldo.
A Ron Artest le cayó la sanción más larga al ser suspendido para el resto de la temporada 2004-05, incluidos los playoffs (en total 86 partidos, 73 de Regular Season y 13 de Playoffs), la que es la mayor sanción de la historia de la NBA. A estas sanciones hay que añadir que Artest, Jackson, O’Neal, Anthony Johnson y David Harrison (que no había recibido sanción por parte de la NBA) fueron castigados por la justicia de Estados Unidos con una multa de 250 dólares, varias horas de servicio a la comunidad dependiendo de cada caso particular y cargos de desorden público y agresión, así como la obligación de presentarse a un grupo de terapia durante un tiempo estimado entre 6 meses y un año.
Por parte de los aficionados, a cinco seguidores de los Detroit Pistons se les prohibió la entrada a partidos de su equipo en casa de por vida.

### Detroit Pistons
- Ben Wallace (dorsal 3): 6 partidos y 400 000 dólares de multa
- Chauncey Billups (dorsal 4): 1 partido y 60 611 dólares
- Elden Campbell (dorsal 41): 1 partido y 48 888 dólares
- Derrick Coleman (dorsal 44): 1 partido y 50 000 dólares

### Indiana Pacers
- Ron Artest (Metta Sandiford-Artest) (dorsal 91): suspendido por toda la temporada y multa de 11,000,000
- Stephen Jackson (dorsal 1): 30 partidos y 1 700 000 de dólares
- Jermaine O'Neal (dorsal 7): 15 partidos y 4 111 000 de dólares
- Anthony Johnson (dorsal 8): 5 partidos y 122 222 dólares
- Reggie Miller (dorsal 31): 1 partido y 61 111 dólares

## Después de la pelea
Muchos jugadores y entrenadores de la NBA calificaron a los acontecimientos de Detroit como la peor pelea que habían visto nunca sobre una cancha de baloncesto.
Pacers y Pistons volvieron a enfrentarse por primera vez desde la pelea un mes después, en la Jornada de Navidad de la NBA. Fue en el Conseco Fieldhouse de Indianápolis en un partido que transcurrió sin incidentes y que ganaron los Pistons por 93-98. Los Pistons terminaron la temporada con el segundo mejor balance de la Conferencia Este con un total de 54 victorias y 28 derrotas. Los Pacers, mermados por las suspensiones, acabaron sextos del Este con un registro de 44-38. Ambos equipos se cruzaron en Playoffs en la ronda de Semifinales de Conferencia y los Pistons eliminaron a los Pacers en seis partidos.
Ron Artest regresó de su sanción en el primer partido de la temporada 2005-06. Al cabo de dos meses, solicitó ser traspasado, un acto que hizo que sus compañeros involucrados en la pelea se sintieran «traicionados». El 25 de enero de 2006, tras casi un mes apartado del equipo, Artest fue enviado a los Sacramento Kings a cambio de Peja Stojaković. Artest y Ben Wallace no se volvieron a enfrentar hasta el 8 de noviembre de 2006, casi dos años después de los sucesos de Auburn Hills.
El 25 de febrero de 2005 la NBA aprobó las nuevas medidas de seguridad en los pabellones, como la limitación de venta de alcohol a 71 cl o la colocación de al menos tres guardas de seguridad entre los jugadores y el público.
En una entrevista concedida a la ESPN en 2013, Stephen Jackson confesó haberse sentido bien pegando a los aficionados, sobre todo por los insultos racistas hacia su familia que sufrió.

## Filmografía
- Untold: Malice at the Palace, documental de Netflix de 2021.[13]